# Menosira
Menosira is een monotypisch geslacht van spinnen uit de  familie van de Tetragnathidae (Strekspinnen).

## Soort
- Menosira ornata Chikuni, 1955